# Stenipo bifurcata
Stenipo bifurcata är en insektsart som beskrevs av Evans 1934. Stenipo bifurcata ingår i släktet Stenipo och familjen dvärgstritar. Inga underarter finns listade i Catalogue of Life.